# Primórskoye (Abjasia)
Primórskoye (en georgiano: პრიმორსკოე) o Tskuara (en abjasio: Цәкәара; en armenio: Մծարա) es un pueblo que pertenece a la parcialmente reconocida República de Abjasia, parte del distrito de Gudauta, aunque de iure pertenece al municipio de Gudauta de la República Autónoma de Abjasia de Georgia.

## Toponimia
El pueblo ha tenido muchos nombres oficiales distintos como Petropavlovskoye (segunda mitad del siglo XIX-1925), Primórskoye (1925-1948), Gogidtskari (1948-1967), Arsaul (1967-1993) y en la actualidad Tskuara.

## Geografía
Primórskoye se encuentra en la costa del mar Negro, a 7 km al este de Gudauta. Limita con los terrenos montañosos de los Aatsi, Abgarjuki y Anujva en el norte, Kulanurjva en el oeste; y Novi Afón por el este.

## Historia
Originalmente aquí hubo un fuerte ruso. Lo que es hoy Primórskoye fue golpeada durante el Muhayir o genocidio circasiano en la segunda mitad del siglo XIX, al igual que otros pueblos de la región histórica de Bzipi. Toda la población local de Abjasia se vio obligada a emigrar al Imperio otomano y el pueblo estuvo completamente desierto durante varios años. Hasta finales del siglo XIX, el pueblo estuvo habitado principalmente por rusos y ucranianos, que fueron invitados a instalarse en una zona desierta.
Desde principios del siglo XX, la proporción de la población de ascendencia armenia aumentó considerablemente debido a la llegada de gente que huía del genocidio armenio. Al mismo tiempo, algunas familias abjasias regresaron a la entonces región de la entonces llamada Petropavlovskoye desde Turquía.
Desde la guerra en Abjasia (1992-1993),  las autoridades abjasias cambiaron el nombre de la aldea a Tskuara, aunque todavía se usan los nombres de Primórskoye y Arsaul. El premio Nobel de la Paz Andréi Sájarov visitó el pueblo en 1970.
La base militar del ejército abjasio se encuentra actualmente en el pueblo, y el 2 de agosto de 2017 hubo una gran explosión en un depósito de municiones por la tarde. La explosión mató a dos turistas rusos e hirió a otros 64, incluidos 27 turistas rusos y 37 lugareños.

## Demografía
La evolución demográfica de Primórskoye entre 1926 y 2011 fue la siguiente:
| 546                                                 | 2516 | 2572 | 1384 |
| (Fuente: Population of Abkhazia since Soviet times) |      |      |      |

La población de Primórskoye ha disminuido casi a la mitad tras la guerra. Actualmente la mayoría de la población son armenios, con una gran minoría de abjasios; sin embargo, en el pasado la minoría más importante fueron los rusos.
|              | 2011      | 2011       |
| Grupo étnico | Población | Porcentaje |
| ------------ | --------- | ---------- |
| Georgianos   | 11        | 0,8%       |
| Abjasios     | 416       | 30,1%      |
| Rusos        | 106       | 7,7%       |
| Ucranianos   | 16        | 1,2%       |
| Armenios     | 828       | 59,8%      |
| Total        | 1384      | 100%       |

## Infraestructura

### Arquitectura y monumentos
En Primórskoye, junto al ayuntamiento y a poca distancia de la carretera principal, hay un gran monumento en forma de estrella de cinco puntas con fuego eterno, que recuerda la memoria de los soldados soviéticos caídos en la Segunda Guerra Mundial.

### Transporte
La carretera que conecta Rusia con Sujumi cruza el pueblo y también hay una estación de tren.

## Galería

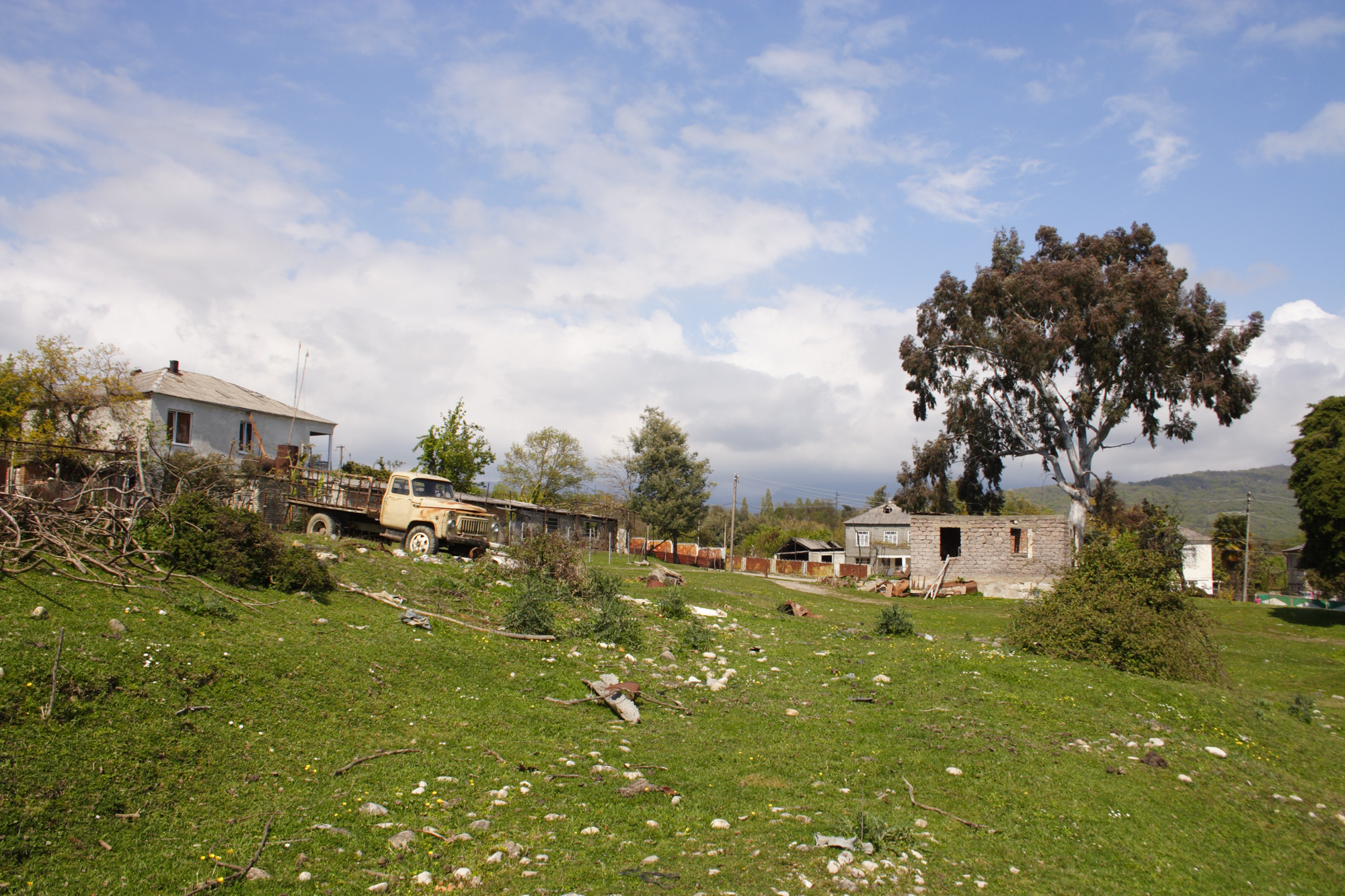
Vistas de Primórskoye
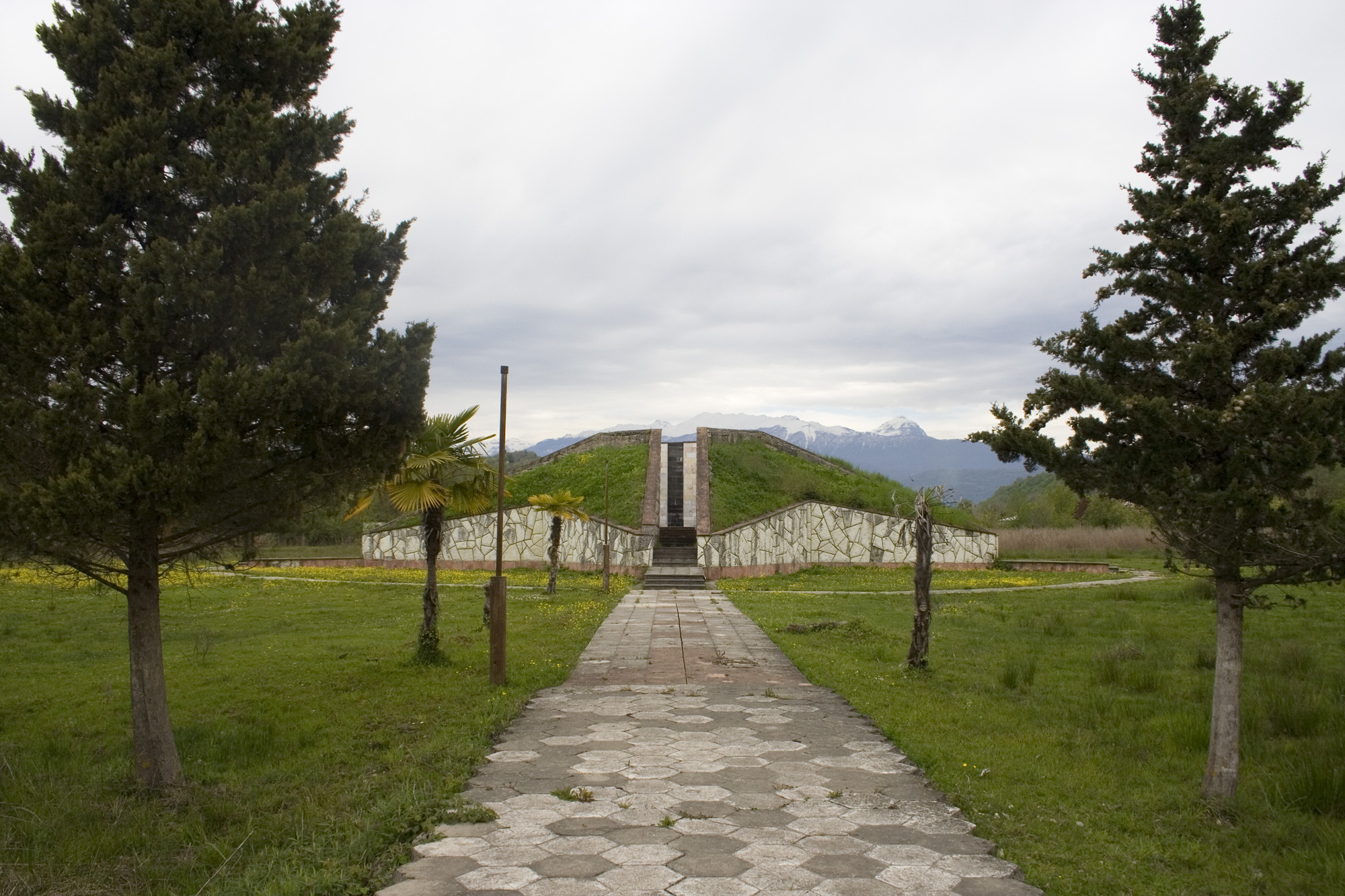
Monumento a los caídos en la Segunda Guerra Mundial
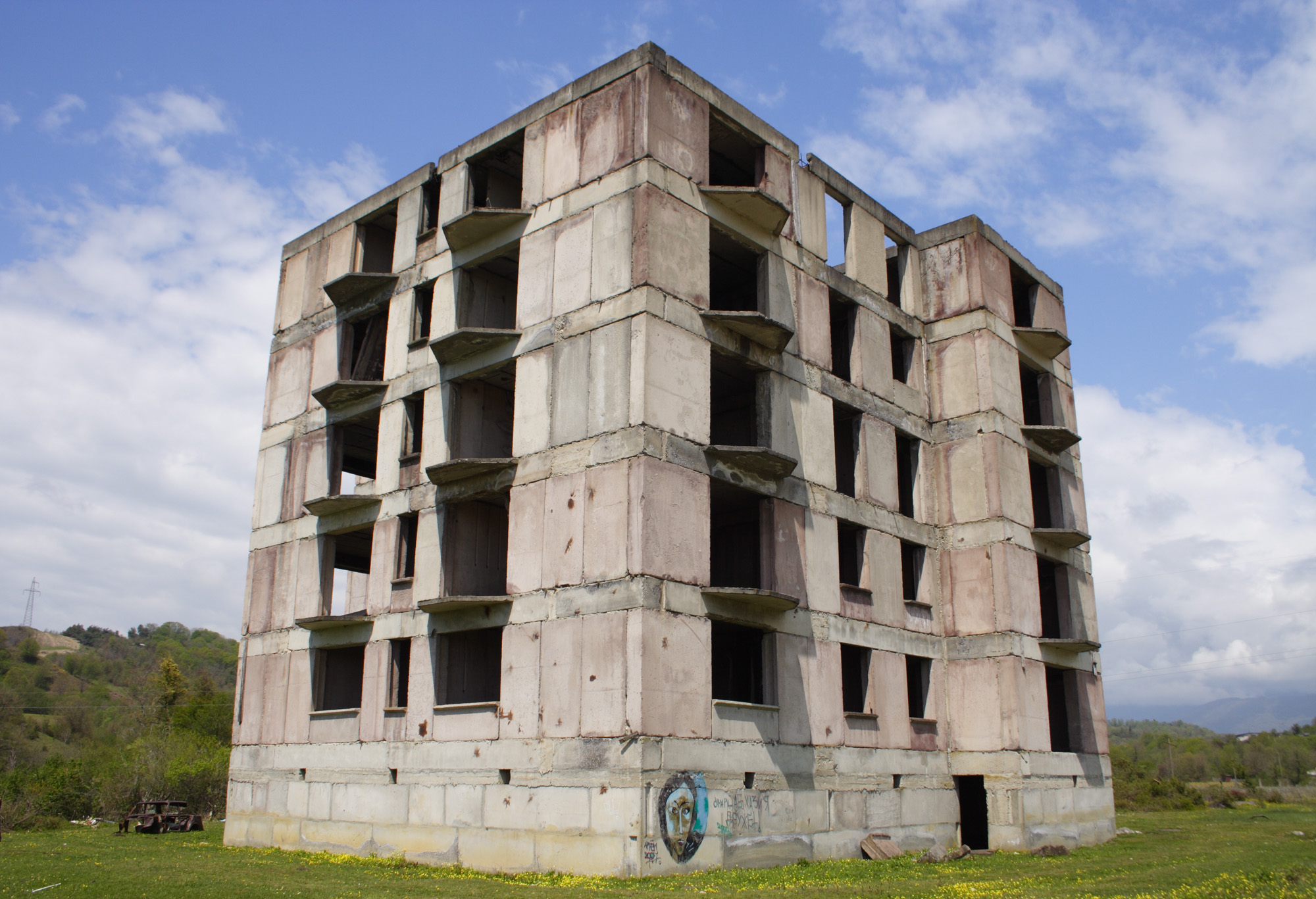
Bloque de pisos abandonado